# أحمد المطوع
أحمد المطوع (مواليد 25 سبتمبر 1996، لاعب كرة قدم إماراتي يجيد اللعب في الوسط في نادي دبا الحصن.
مثل أندية دبا الحصن و الوحدة و دبا الفجيرة في الفئات السنية ووصل للفريق الأول في دبا الفجيرة عام 2017 وانتقل إلى نادي دبا الحصن مطلع عام 2018 وانتقل إلى نادي العروبة في صيف 2018 و عاد في عام 2021 إلى نادي دبا الحصن.